# Referendum costituzionale in Spagna del 1978

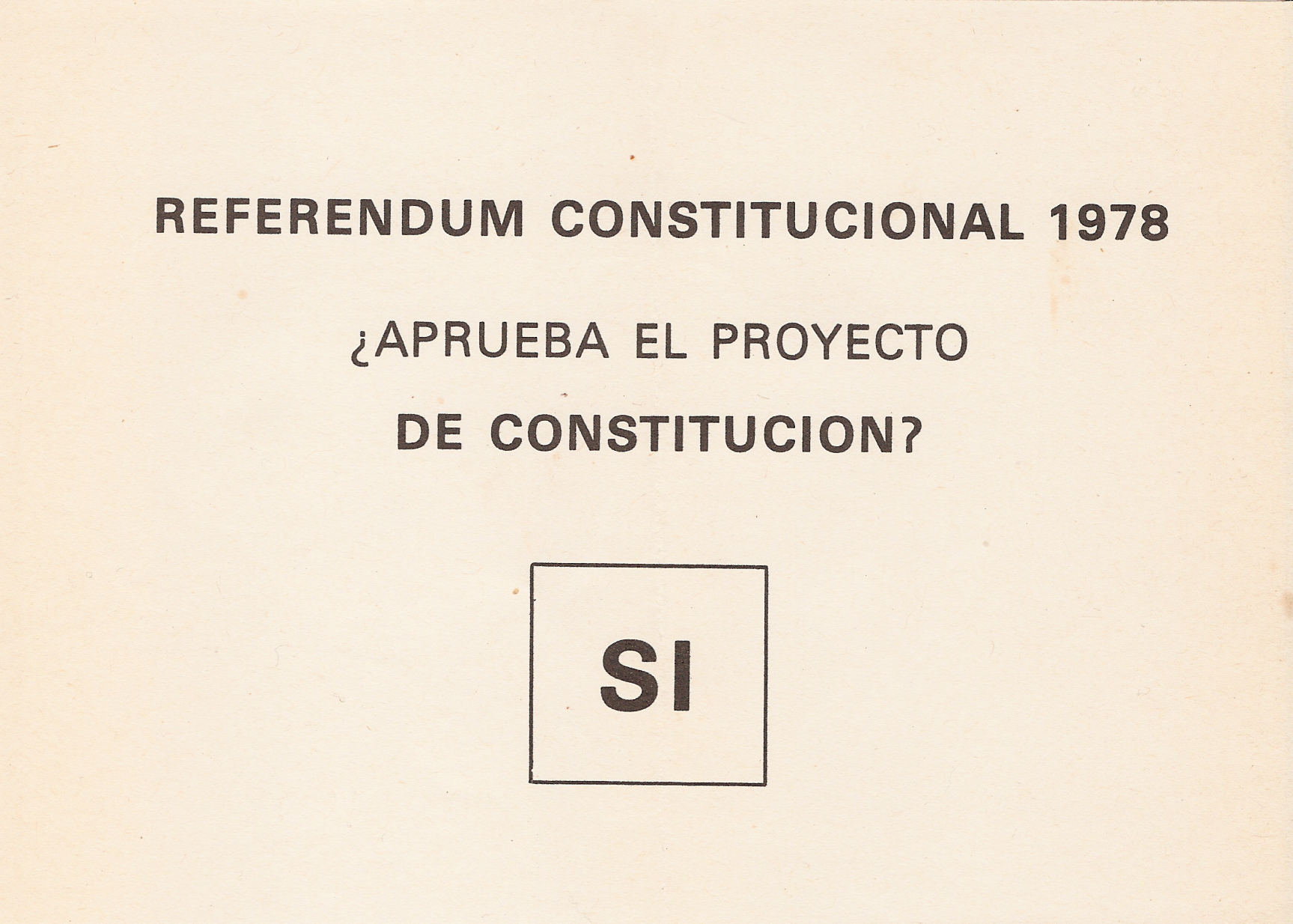
Scheda elettorale del sì

Il referendum costituzionale in Spagna del 1978 si tenne il 6 dicembre 1978 e aveva ad oggetto la Costituzione spagnola del 1978 approvata dalle Cortes Generales.
Il quesito era così formulato: "Approva il Progetto di Costituzione?".
Il risultato finale fu l'approvazione del progetto costituente, con l'appoggio dell'88,54% dei votanti.
Al referendum votò il 67,11% dell'elettorato, l'appoggio totale del censo al progetto costituzionale fu del 58,97%.

## Risultati
| Sì             | 15 706 078 | 91,81 |  |  |  |  |  |  |
| No             | 1 400 505  | 8,19  |  |  |  |  |  |  |
| Totale         | 17 106 583 | 100   |  |  |  |  |  |  |
|                |            |       |  |  |  |  |  |  |
| Schede bianche | 632 902    | 3,54  |  |  |  |  |  |  |
| Schede nulle   | 133 786    | 0,75  |  |  |  |  |  |  |
| Votanti        | 17 873 301 | 67,11 |  |  |  |  |  |  |
| Elettori       | 26 632 180 |       |  |  |  |  |  |  |

## Collegamenti
- Costituzione spagnola del 1978
- Transizione spagnola